# Hone Harawira
Hone Pani Tamati Waka Nene Harawira (Whangarei, Northland; 6 de gener de 1955) és un polític neozelandès i diputat de la Cambra de Representants de Nova Zelanda, representant la circumscripció electoral maori de Te Tai Tokerau des de les eleccions de 2005. Entre el 2005 i 2011 va ser membre del Partit Maori, però resignà d'aquest partit per a formar el Partit Mana, del qual des d'aleshores n'és líder.

## Inicis
Harawira va néixer el 6 de gener de 1955 a Whangarei, a la regió de Northland. Va créixer a l'oest d'Auckland i va anar a l'Escola de Sant Esteve (St Stephen's School) i després a la Universitat d'Auckland. Harawira prové de les iwis Ngāti Hau, Ngāti Wai, Ngāti Hine, Te Aupōuri, Ngāpuhi i Ngāti Whātua.

## Diputat
| Parlament de Nova Zelanda |                        |                        |                        |             |
| Anys                      | Leg.                   | Circumscripció         | Llista                 | Partit      |
| 2005-2008                 | 48                     | Te Tai Tokerau         | cap                    | Maori       |
| 2008-2011                 | 49                     | Te Tai Tokerau         | 3                      | Maori       |
| 2011                      | Es canvia de partit a: | Es canvia de partit a: | Es canvia de partit a: | Independent |
| 2011                      | 49                     | Te Tai Tokerau         | Te Tai Tokerau         | Mana        |
| 2011-actualitat           | 50                     | Te Tai Tokerau         | 1                      | Mana        |

En les eleccions de 2005 Harawira va ser el candidat del Partit Maori a la circumscripció electoral maori de Te Tai Tokerau. Harawira guanyà contra Dover Samuels, l'aleshores diputat per Te Tai Tokerau del Partit Laborista. Samuels va rebre el 33,41% del vot, mentre que Harawira guanyà amb el 52,41%.
En les eleccions de 2008 Harawira hi guanyà de nou. Kelvin Davis del Partit Laborista quedà en segon lloc amb el 29,44% del vot contra el 61,95% del vot per a Harawira.

### Desavinences amb el Partit Maori
El 16 de gener de 2011 Harawira va anunciar que estava en desacord amb la coalició entre el Partit Maori i el Partit Nacional i la «manera en què constantment el Partit Maori afavoreix polítiques i actes del Partit Nacional, tant si aquestes afavoreixen els maoris com si no». El partit va discutir internament, però cap altre diputat del partit afavoria a Harawira i el que deia, així que fou expulsat del partit el 7 de febrer de 2011.

### Partit Mana
El 30 d'abril de 2011 anuncià la formació del Partit Mana, anunciant que dimitiria de la seva circumscripció de Te Tai Tokerau i participaria en la resultant elecció parcial. Crítics de Harawira, com ara el Primer Ministre John Key, van veure aquesta dimissió i elecció parcial com «un ridícul truc publicitari [per al Partit Mana] bàsicament creat per a rebre desenes de milers de dòlars que guanyarà al retornar al parlament com a líder del partit» i que seria d'un cost de 500.000$ per als pagadors d'impostos neozelandesos. Harawira va respondre dient que «aquest és un cost relativament baix».
Harawiria dimití oficialment l'11 de maig de 2011, efectiu el 21 de maig, causant l'elecció parcial. En l'elecció parcial guanyà amb el 49,28% del vot contra el 40,20% de Kelvin Davis del Partit Laborista, el 8,83% de Solomon Tipene del Partit Maori i l'1,69% d'altres candidats. Retornà al parlament el 14 de juliol de 2011 però va ser expulsat pel Portaveu de la Cambra de Representants Lockwood Smith al no fer el jurament de fidelitat que ha de fer un nou diputat a l'entrar el parlament neozelandès. De nou retornà el 2 d'agost, va fer el jurament de fidelitat en maori i el jurament fou acceptat pel portaveu.
En les eleccions de novembre de 2011 Harawira guanyà de nou en la circumscripció de Te Tai Tokerau. Va rebre el 43,31% del vot contra el 37,10% de Kelvin Davis del Partit Laborista, el 16,61% de Waihoroi Shortland del Partit Maori i el 2,98% de Maki Herbert del Partit per a la Legalització del Cànnabis.